# Médaille Kavli
La médaille Kavli est le nom de deux médailles décernées tous les deux ans par la Royal Society.

## Médaille Kavli de la Société royale
La Royal Society Kavli Medal est décernée tous les deux ans, les années impaires, pour des réalisations exceptionnelles en science et en ingénierie dans les domaines de l'environnement ou de l'énergie. Elle est remise à des scientifiques qui ont moins de 15 ans de travaux de recherche depuis l'obtention de leur doctorat.
Le récipiendaire doit être citoyen d'un pays du Commonwealth ou de la république d'Irlande ou y avoir vécu et travaillé pendant au moins trois ans immédiatement avant sa nomination. Le lauréat du prix reçoit une médaille de bronze doré et une récompense de 500 £ à titre personnel. Le lauréat est invité à donner une conférence publique sur ses recherches à la Société.
Le récipiendaire est choisi par le Conseil de la Royal Society sur recommandation du Joint Physical and Biological Sciences Awards Committee. Les nominations sont valides pendant cinq ans, après quoi le candidat ne peut être renommé qu'un an après l'expiration de la nomination.

### Lauréats
- 2011 : Clare Gray, Utilisations de la RMN à l'état solide dans le domaine des batteries lithium-ion[1]
- 2013 : Neil Greenham, en reconnaissance de son travail exceptionnel sur les matériaux hybrides combinant des semi-conducteurs polymères avec des nanoparticules inorganiques, et leur utilisation dans les cellules solaires imprimables[2]
- 2015 : Matt King, pour ses recherches en glaciologie de terrain menant à la première estimation réconciliée de la contribution de la calotte glaciaire au niveau de la mer[3]
- 2017 : Henry Snaith (en), pour sa découverte et le développement de cellules solaires à pérovskite hautement efficaces[4]
- 2019 : Ed Hawkins, pour ses importantes contributions à la compréhension et à la quantification de la variabilité climatique naturelle et du changement climatique à long terme, et pour avoir activement communiqué la science du climat et ses diverses implications à un large public[5]
- 2020 : Ian Chapman (en), pour sa perspicacité scientifique qui a éclairé la physique complexe des plasmas confinés et préparé la voie à la combustion par fusion
- 2021 : Magdalena Titirici, pour ses contributions exceptionnelles à l'avancement de la durabilité des technologies de stockage et de conversion d'énergie en effectuant des recherches interdisciplinaires à l'interface entre l'électrochimie, la science des matériaux et le génie chimique

## Médaille de l'éducation Kavli
La médaille Kavli de l'éducation est décernée tous les deux ans, les années paires, à «une personne qui a eu un impact significatif sur l'enseignement des sciences ou des mathématiques au Royaume-Uni».

### Lauréats
- 2010 : Celia Hoyles DBE FAcSS FIMA en reconnaissance de sa contribution exceptionnelle à la recherche en didactique des mathématiques
- 2012 : Margaret Brown OBE en reconnaissance de son impact significatif sur l'enseignement des mathématiques au Royaume-Uni
- 2014 : Sir John Holman FRSC CChem en reconnaissance de son impact significatif sur l'enseignement des sciences au Royaume-Uni
- 2016 : Becky Parker, MBE pour avoir fondé le Langton Star Center pour les écoliers
- 2018 : Alice Rogers, OBE pour ses contributions exceptionnelles à l'enseignement des mathématiques
- 2020 : Simon Humphreys, pour sa contribution transformatrice à l'enseignement de l'informatique, influençant à la fois la politique nationale et la vie de milliers d'enseignants en exercice